# Маккуорі (острів)
54°37′ пд. ш. 158°51′ сх. д. / 54.617° пд. ш. 158.850° сх. д.
Маккуорі (англ. Macquarie) — острів в південній частині Тихого океану, найпівденніша точка Австралії.
Постійного населення на острові, що знаходиться під юрисдикцією австралійського штату Тасманія, немає. Проте, острів часто відвідується вченими. Крім того, існує австралійська антарктична станція Маккуорі-Айленд, де працюють залежно від сезону від 25 до 40 співробітників.

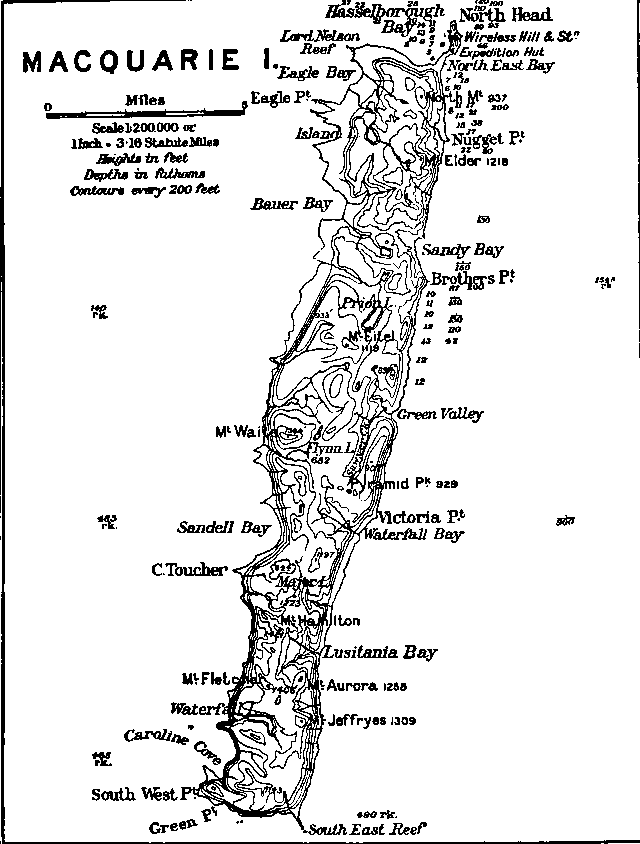
Мапа острова Маккуорі

## Географія
Знаходиться за 1,5 тис.км на південний схід від Тасманії, надводна частина однойменного океанічного вулканічного хребта площею близько 120 км² і висотою до 420 метрів над рівнем моря. Поблизу Маккуорі знаходиться невеликий архіпелаг — острова Бішоп-енд-Кларк.

### Клімат
Клімат на острові вологий субантарктичний з сильними вітрами. Середньомісячні температури коливаються від +3,4°С до +7,1 °C (середньорічна +4,9 °C). Кількість опадів — 912 мм на рік, в основному, у вигляді мряки та впродовж всього року.
| Клімат о. Маккуорі      | Клімат о. Маккуорі | Клімат о. Маккуорі | Клімат о. Маккуорі | Клімат о. Маккуорі | Клімат о. Маккуорі | Клімат о. Маккуорі | Клімат о. Маккуорі | Клімат о. Маккуорі | Клімат о. Маккуорі | Клімат о. Маккуорі | Клімат о. Маккуорі | Клімат о. Маккуорі | Клімат о. Маккуорі |
| Показник                | Січ.               | Лют.               | Бер.               | Квіт.              | Трав.              | Черв.              | Лип.               | Серп.              | Вер.               | Жовт.              | Лист.              | Груд.              | Рік                |
| Абсолютний максимум, °C | 13                 | 12                 | 12                 | 10                 | 9                  | 8                  | 8                  | 8                  | 8                  | 10                 | 10                 | 14                 | 14                 |
| Середній максимум, °C   | 8                  | 8                  | 7                  | 6                  | 5                  | 5                  | 5                  | 5                  | 5                  | 5                  | 6                  | 7                  | 6                  |
| Середня температура, °C | 7                  | 7                  | 6                  | 5                  | 4                  | 3                  | 3                  | 3                  | 3                  | 3                  | 5                  | 6                  | 5                  |
| Середній мінімум, °C    | 5                  | 5                  | 4                  | 3                  | 2                  | 1                  | 1                  | 1                  | 1                  | 2                  | 2                  | 4                  | 2                  |
| Абсолютний мінімум, °C  | 0                  | 0                  | −2                 | −4                 | −6                 | −7                 | −8                 | −8                 | −8                 | −4                 | −3                 | −1                 | −8                 |
| Норма опадів, мм        | 80                 | 80                 | 90                 | 90                 | 70                 | 70                 | 60                 | 60                 | 70                 | 70                 | 60                 | 70                 | 910                |
| Вологість повітря, %    | 67                 | 61                 | 70                 | 66                 | 59                 | 59                 | 61                 | 58                 | 65                 | 70                 | 34                 | 65                 | 61                 |
| ----------------------- | ------------------ | ------------------ | ------------------ | ------------------ | ------------------ | ------------------ | ------------------ | ------------------ | ------------------ | ------------------ | ------------------ | ------------------ | ------------------ |
| Джерело: Weatherbase    |                    |                    |                    |                    |                    |                    |                    |                    |                    |                    |                    |                    |                    |

## Історія
Відкритий в 1810 році капітаном шхуни Фредеріком Хасселборо. В 1820 році острів відвідала відома експедиція Ф. Ф. Беллінсгаузена. Названий острів на честь відомого генерал-губернатора британської колонії Новий Південний Уельс Лаклана Маккуорі.

## Флора і фауна

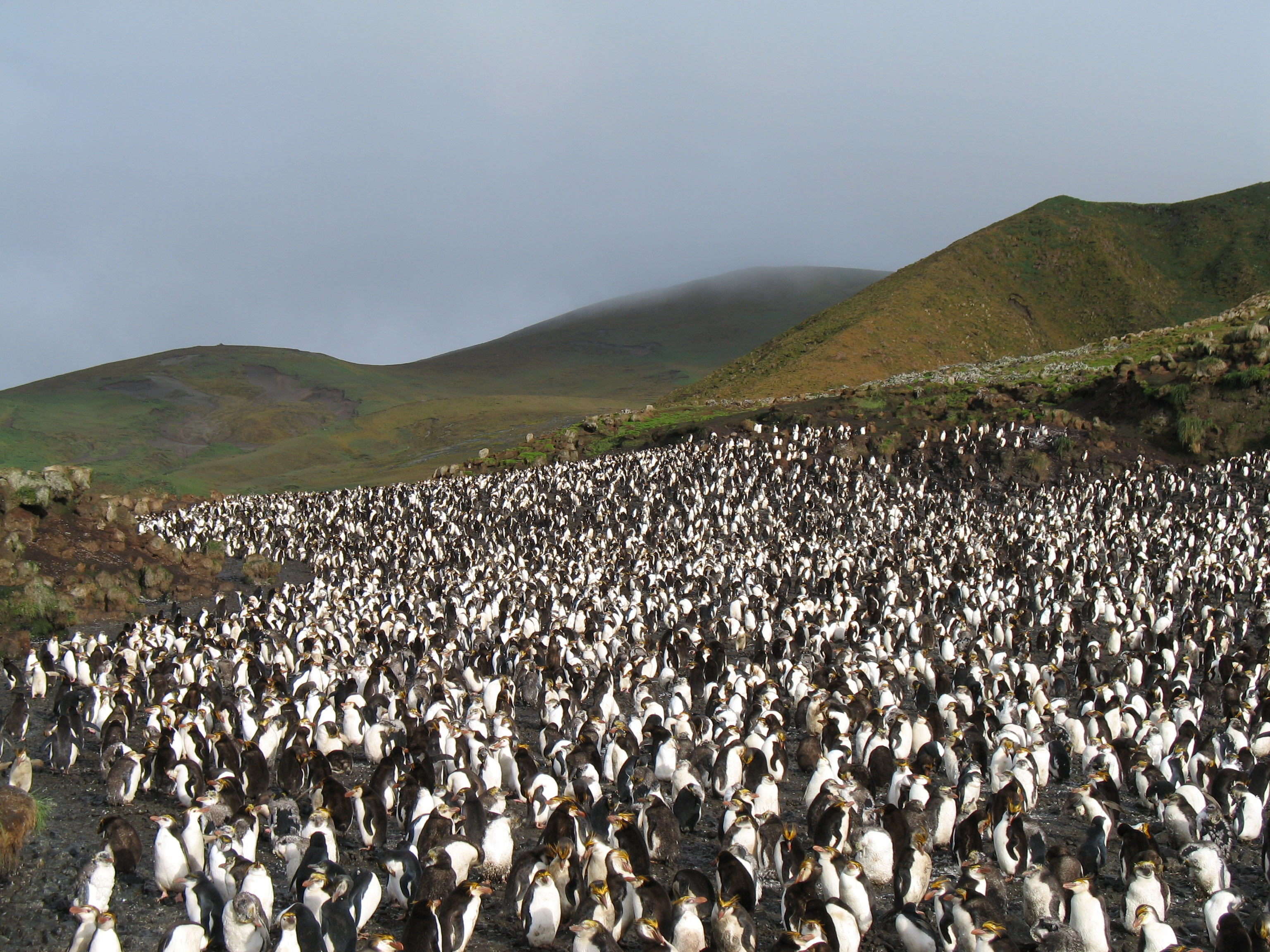
Колонія пінгвінів Маккуорі на острові

Рослинний світ представлений тільки трав'янистою рослинністю, в основному осоками і туссоком. Зрідка зустрічається ендемічна для субантарктичних островів капуста Маккуорі (Stilbocarpa polaris, род. аралієві). На північному краю острови — лежбища морських слонів. На узбережжі колонії пінгвінів — королівського (Aptenodytes patagonicus), африканського (Spheniscus demersus), субантрактичного (Pygoscelis papua) і ендемічного пінгвіна Маккуорі (Eudyptes schlegeli), званого також «рокхоппером», — тобто «стрибуном по скелях». У водах біля острова водяться кити. У прибережних водах — хащі крупних бурих водоростей (Lessonia spp.)
Острів населений і птахами. До 1890 року на острові мешкав ендемічний підвид папуги Cyanoramphus navazelandiae erythrotis, зниклий після завезення на острів кішок. Також поширені і альбатроси.
Як результат впливу на природу людини, на острові були розселені кролі і коти. Якщо в 2002 році коти були оголошені знищеними, то популяція кроликів оцінюється близько 100 тисяч осіб. Їх знищення тільки планується.

## Світова спадщина
Оголошений заповідником в 1978 році і Всесвітньою спадщиною ЮНЕСКО в 1997 році.

## Природні явища
Див. Землетрус 23 грудня 2004 р. на півночі о.Маккуорі
23 грудня 2004 року на північ від острова відбувся землетрус силою 8,1 бали за шкалою Ріхтера.